# Марковцы (Черниговская область)
Марковцы́ (укр. Марківці́) — село, расположенное на территории Нежинского (до 17.07.2020 — Бобровицкого района Черниговской области (Украина). Также это самый западный населённый пункт Бобровицкого района.

## География
Село Марковцы находится примерно в 11 км к западу от центра города Бобровица. Село находится в зоне умеренно континентального климата. Почва — смешанная. Наибольший водоём — Ремня, в центре села. Территория Марковецкого сельсовета на западе на протяжении нескольких сот метров выходит к реке Трубеж.

## История
Село впервые упоминается в 1720 году. По преданию, основателем села стал казак Марко Боклан, который поселился возле урочища Ревня (Ремня). Во времена Гетманщины село принадлежало к Бобровицкой сотне Киевского полка.
В начале 18 столетия гетман Скоропадский передал село Киевскому полковнику Антону Михайловичу Танскому, а тот передал (или продал) село своему брату Михаилу.
В 1767 году Дмитрий Михайлович Танский продал село за 700 рублей Киевскому полковому писарю Семену Степановичу Катериничу.
В 1775 году была построена деревянная Успенская церковь, в 1790 дом помещиков Катериничей.
С образованием Черниговской губернии село принадлежало к Козелецкому уезду.
В 1846 году в имение к помещикам Катериничам приезжал Тарас Шевченко, где нарисовал 8 их портретов.
В 1859 году население села составляло 1310 человек на 229 дворов. Марковцы — село казачье, казённое, владѣльческое, размещено на военной транспортной дорогѣ изъ г. Козельца на мѣст. Басань. Казённые селяне принадлежали Киево-Печерской Лавре.

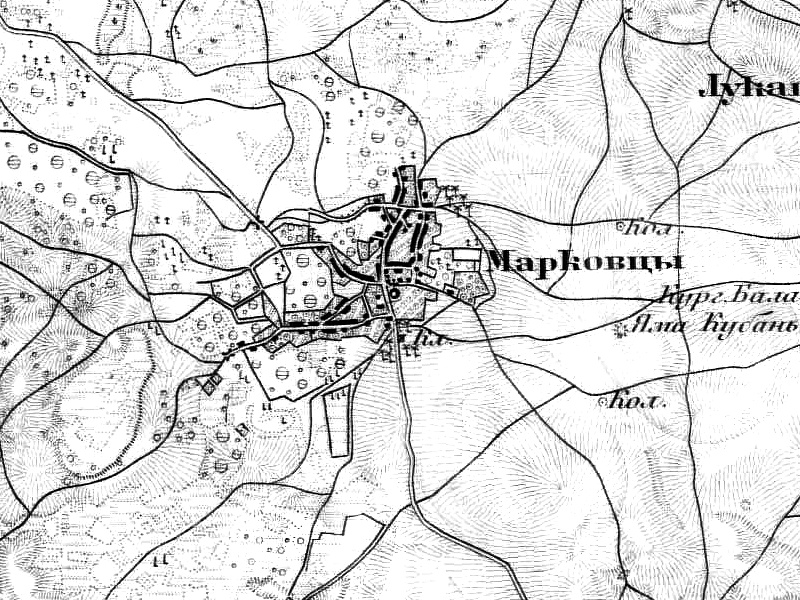
Марковцы на карте 1859 года

В 1860 году при храме была открыта церковно-приходская школа.
С 1861 года село Марковцы в составе Мостищской волости Козелецкого уезда Черниговской губернии. 
В 1868 году была открыта Курско-Киевская железная дорога, проходящая к югу от села.
В 1873 году открылось земское начальное училище.
В 1897 году население села составило 1831 человек.
В 1910-х годах Пётр Петрович Катеринич передал школе дом и библиотеку, тогда же была построена новая деревянная церковь, был создан драматический кружок.
С приходом Советской власти был создан колхоз с основными постройками к югу от села (за железной дорогой).
В 1929 году была открыта железнодорожная платформа Марковцы.
В 1932-33 годах село пострадало от голода. Официально задокументировано 45 жертв (40 — в Национальной книге памяти жертв Голодомора).
В 1936 году в селе была построена большая школа-семилетка. В 1938 году здесь открылась вечерняя школа (8-10 классы).
Во время Второй мировой войны погиб 281 житель села. Оккупация нацистами длилась два года (с 15 сентября 1941 года по 20 сентября 1943 года). За это время более 95 марковчан были вывезены на принудительные работы. В 1943 году трижды карательные отряды сжигали заживо семьи коммунистов и партизан. Перед отступлением немцы сожгли центр села (в том числе контору, старое и новое здания школы, церковь). «Книга скорби Украины» содержит 94 имени погибших мирных жителей села. Около 500 марковчан воевали в составе Красной Армии и партизанского отряда «За Родину!». «Книга памяти Украины» содержит 161 имя военнослужащих и партизан — уроженцев села (из них погибло 75). Герой Советского Союза Зубко Пётр Наумович повторил подвиг Гастелло.
После войны произошло возрождение села. Совхоз «Кировский» (две бригады — на востоке и западе села) специализировался на мясо-молочном животноводстве. В 1960-е годы были построены универмаг, клуб, детский сад, баня, столовая, общежитие, двухэтажные дома для рабочих и множество других построек.
В 1967 году был сооружён обелиск Славы воинам-односельчанам.
В 1969 году снова сгорело здание школы (бывший дом Катериничей). Новое здание было построено на старом фундаменте.
В 1972 году население села составляло 2068 человек.
В 1974 году была открыта железнодорожная платформа Листочек (сейчас — Ярославка). В 1985 году возле неё началось строительство первого дачного посёлка.
Во время войны в Афганистане 8 марковчан участвовали в боевых действиях (погибло 2).
В 1987 году сельская школа стала 10-летней.
В 1990-е года наблюдался экономический и в некоторой мере культурный упадок. Совхоз фактически прекратил своё существование. В то же время, была открыта железнодорожная платформа «Трубеж» и построен второй дачный посёлок. Тогда же были заасфальтированы несколько улиц, открыты два церковных прихода (УПЦ МП и УПЦ КП).
В 2003 году открыта цифровая АТС, в 2006 году село было газифицировано, в 2008 году вновь открыт детский сад.
Во время АТО на Донбассе погибло 4 военнослужащих — жителей села.
В селе родился Герой Социалистического Труда, заслуженный строитель УССР Владимир Коновал.

## Население и социальная сфера
Население составляет 1309 жителей (2006 год, по другим данным — 1504) на 750 дворов. Плотность населения — 239 чел/кв.км.
Национальный состав представлен преимущественно украиноязычными украинцами, конфессиональный состав — православными (УПЦ МП и УПЦ КП). Также есть некоторое число протестантов.
Большинство марковчан работает в Киеве, Броварах и Нежине, в том числе в системе «Укрзализныци».
В селе имеются два Успенских храма, средняя школа, детский сад, музей истории села (в школе), стадион, клуб, около 10 магазинов. Также работает ФАП, где населению получает квалифицированую мед-помощь, от руководителя ФАПа — Козлюк. А. С.

## Промышленность, сельское хозяйство и коммуникации
Через территорию села проходит трасса Козелец—Бобровица, а также железная дорога Киев-Нежин (участок Заворичи—Бобровица). Имеются 3 железнодорожных платформы, 2 лесных массива, рыбохозяйство. Большинство пахотной земли арендует ООО «Земля и воля» (Бобровица). В 2 дачных посёлках действуют 12 дачных товариществ (1750 участков).

## Достопримечательности
- В Марковцах сохранилась «ель, возле которой любил отдыхать Тарас Шевченко» (возле школы).
- В центре села расположен обелиск Славы воинам-односельчанам.
- Возле конторы[чего?] установлен бюст Петра Зубко.
- В селе расположена православная церковь Успения Пресвятой Богородицы. Принадлежит Украинской православной церкви Московского патриархата. Построена в 1769 году[16].

## Галерея

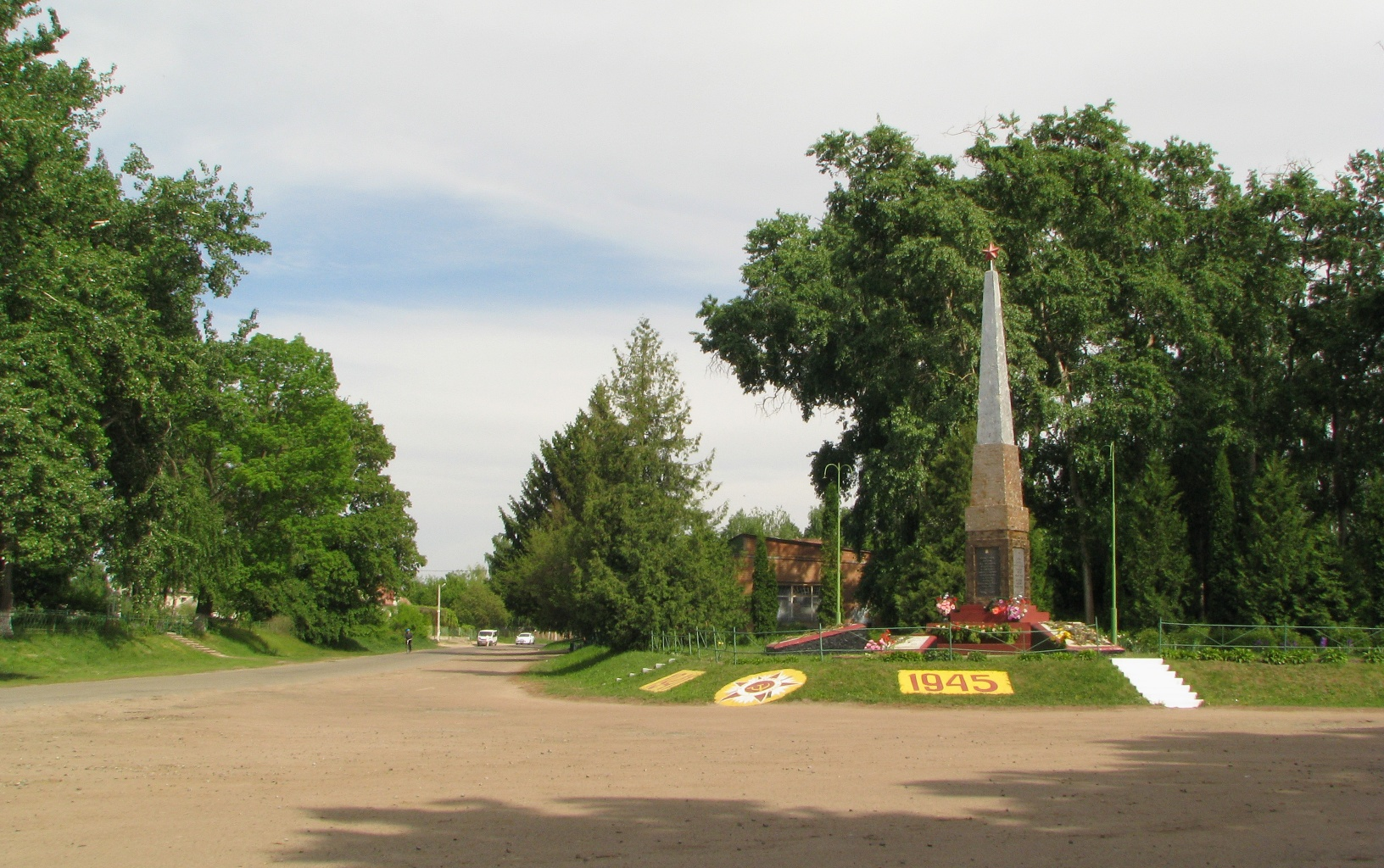
Обелиск в центре села
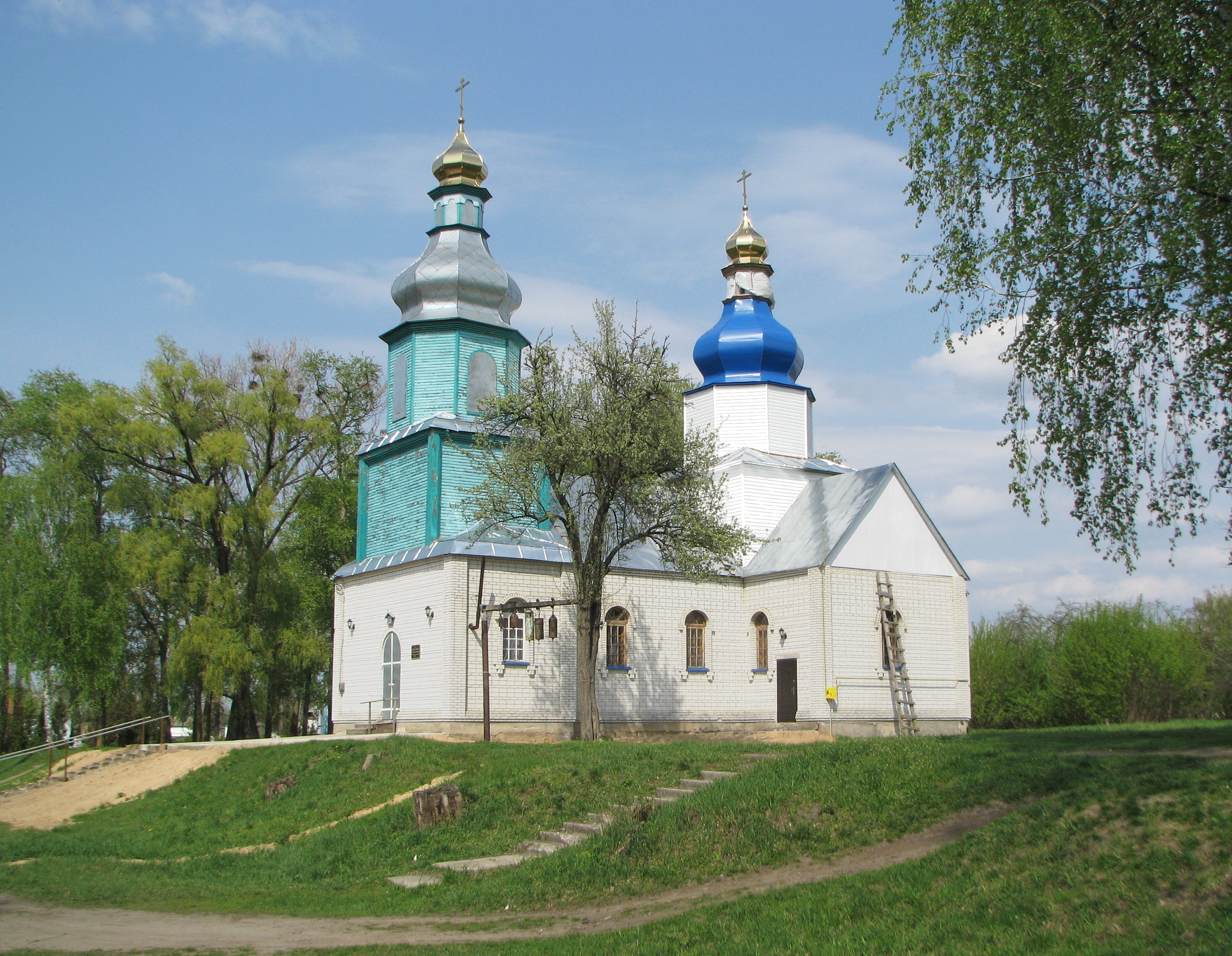
Храм Успения Пресвятой Богородицы (УПЦ МП)
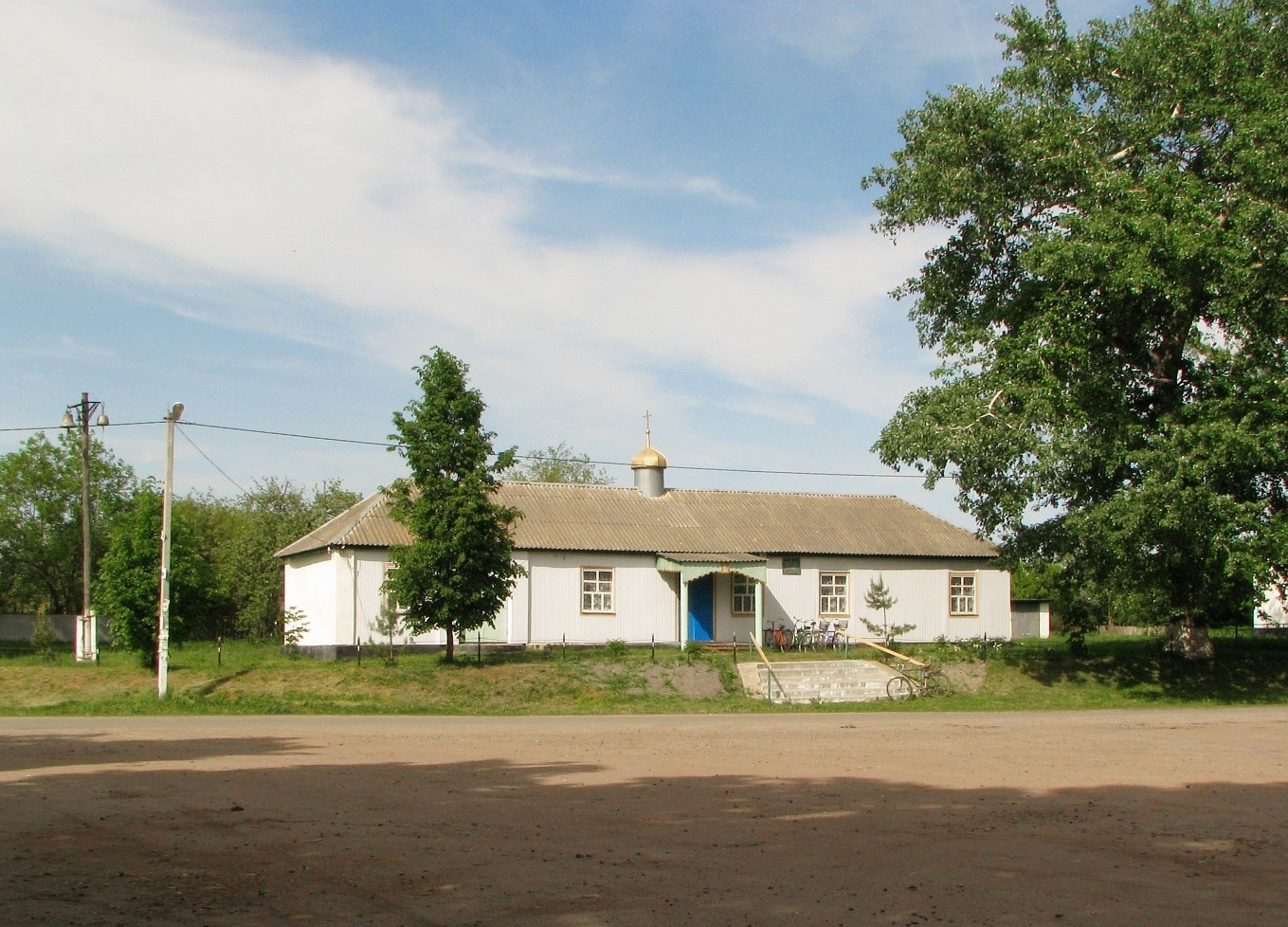
Храм Успения Пресвятой Богородицы (УПЦ КП)
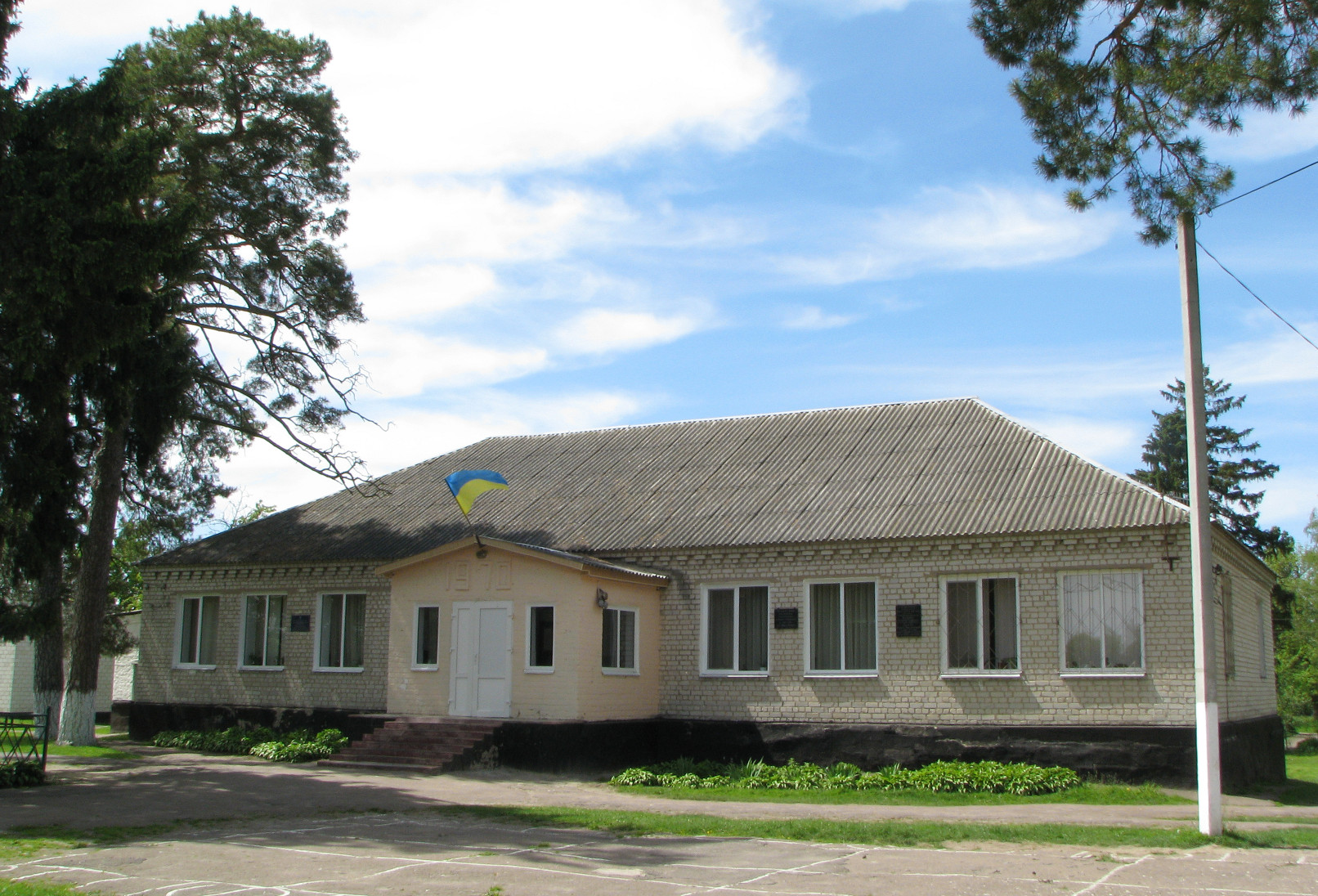
Школа на фундаменте дома Катериничей
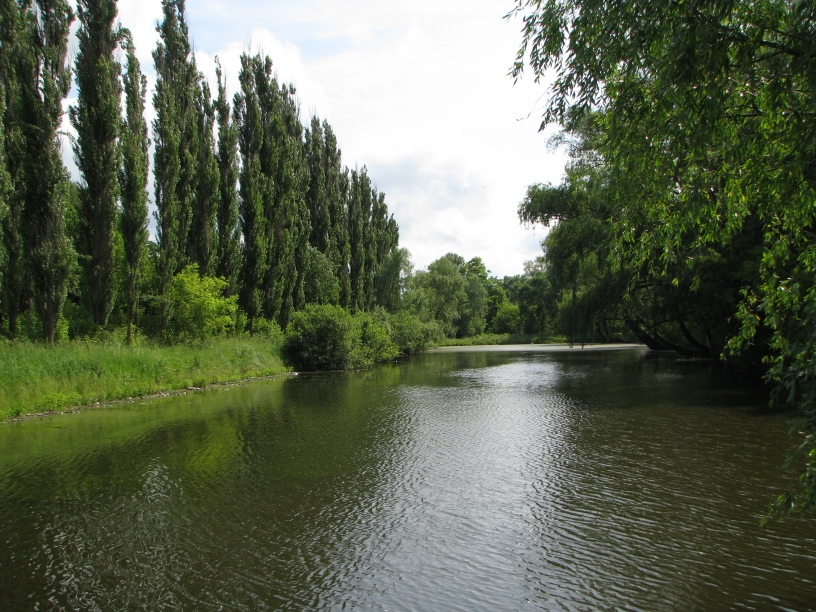
Озеро Ревня
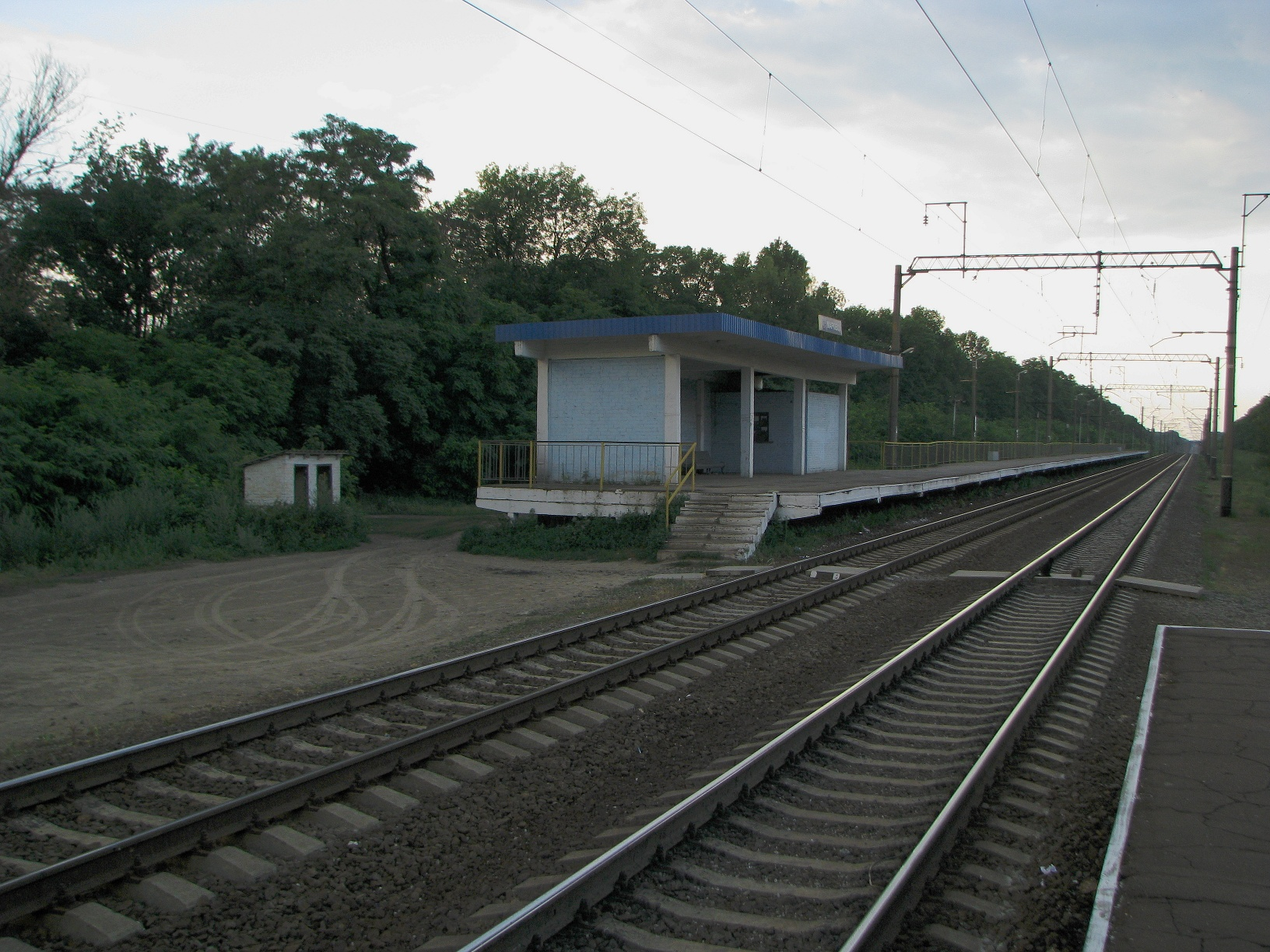
Железнодорожная платформа Марковцы